# Belmont-sur-Rance
Belmont-sur-Rance is een gemeente in het Franse departement Aveyron (regio Occitanie). De plaats maakt deel uit van het arrondissement Millau. Belmont-sur-Rance telde op 1 januari 2022 990 inwoners.

## Geografie
De oppervlakte van Belmont-sur-Rance bedroeg op 1 januari 2022 44,19 vierkante kilometer; de bevolkingsdichtheid was toen 22,4 inwoners per km².
De onderstaande kaart toont de ligging van Belmont-sur-Rance met de belangrijkste infrastructuur en aangrenzende gemeenten.

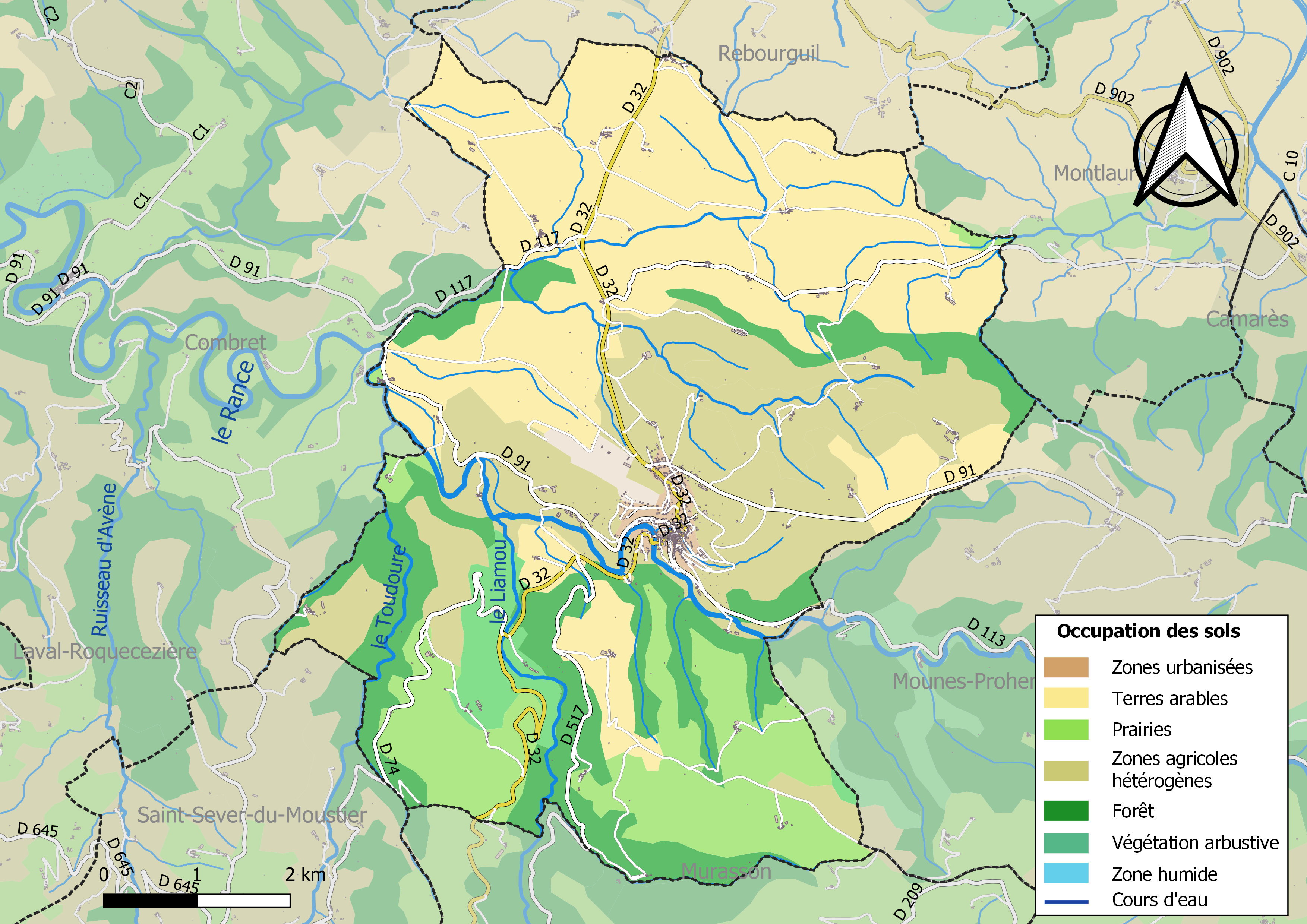

## Demografie
Onderstaande figuur toont het verloop van het inwonertal (bron: INSEE-tellingen).

Vanwege een beveiligingsprobleem met de MediaWiki Graph-software is het momenteel niet mogelijk deze grafiek weer te geven. Zodra de software is bijgewerkt zal de grafiek vanzelf weer zichtbaar worden.